# Эллрам, Лаури
Лаури Эллрам (эст. Lauri Ellram; 18 февраля 1984, Таллин) — эстонский футболист, полузащитник.

## Биография
В начале взрослой карьеры играл в низших лигах Эстонии за клубы «Спорт» (Пылтсамаа) и «Пайде ЯК». С 2006 года выступал за клуб «Флора» (Пайде), позже переименованный в «Пайде ЛМ». С 2009 года со своим клубом выступал в высшей лиге Эстонии. Дебютный матч в элите сыграл 4 апреля 2009 года против таллинского «Калева», заменив на 60-й минуте Таави Лауритса, а первый гол забил 23 мая 2009 года в ворота «Таммеки». В начале 2010 года (по другим данным, в сезоне 2008/09) недолго был в составе клуба четвёртого дивизиона Кипра «Орфеас» (Никосия), затем вернулся в «Пайде». Всего в 2009—2013 годах сыграл 72 матча и забил 6 голов в высшей лиге, при этом в двух последних сезонах провёл только 5 матчей, в которых выходил на замены. После ухода из основного состава «Пайде» играл в низших лигах за «Пайде-2» и «Пайде-3».
По состоянию на 2019 год работал генеральным директором Ярвамааского охотничьего клуба.